# Saison 1 des 100
Chronologie
Saison 2
La première saison des 100 (The 100), série télévisée américaine, est constituée de treize épisodes diffusée du 19 mars 2014 au 11 juin 2014 sur The CW, aux États-Unis.

## Synopsis
Il y a 97 ans, un holocauste nucléaire a décimé la population de la Terre, détruisant toute civilisation. Les seuls survivants sont les 2 400 habitants des douze stations spatiales qui étaient en orbite à ce moment-là. Trois générations sont nées dans l'espace et les ressources s'épuisent sur leur Arche mourante – les douze stations spatiales sont désormais reliées entre elles et réorganisées afin de garder les survivants en vie. Des mesures draconiennes ont été prises, la peine capitale et le contrôle de la population sont à l'ordre du jour, les dirigeants de l'Arche font des choix impitoyables pour assurer leur futur, notamment exiler secrètement un groupe de 100 prisonniers mineurs à la surface de la terre pour découvrir si elle est redevenue habitable. Pour la première fois depuis presque un siècle des humains sont sur la planète Terre. Parmi les 100 exilés, il y a Clarke, la brillante adolescente fille de l'officier médical en chef de l'Arche, Wells, le fils du Chancelier, Finn le "Bad-boy" de la bande, le duo Bellamy et Octavia, les frère et sœur, que la fraternité a toujours poussé à enfreindre les règles, ainsi que Jasper et Monty, meilleurs amis depuis leur enfance. Privés de communication avec la terre, les dirigeants de l'Arche – la veuve et mère de Clarke, Abby, le chancelier Jaha et son sombre commandant en second, Kane – doivent prendre des décisions difficiles au sujet de la vie, de la mort et de la survie de la race humaine. Pour les 100 survivants, la terre est une planète étrangère dont ils ignorent tout, c'est un royaume mystérieux qui peut être magique un instant et mortel l'instant suivant. La survie de la race humaine repose sur les 100, ils doivent parvenir à transcender leurs différences.

## Distribution

### Acteurs principaux
- Eliza Taylor-Cotter (VF : Karine Foviau) : Clarke Griffin
- Paige Turco (VF : Emmanuèle Bondeville) : Abigail Griffin
- Thomas McDonell (VF : Alexandre Gillet) : Finn Collins
- Marie Avgeropoulos (VF : Alice Taurand) : Octavia Blake
- Bob Morley (VF : Alexandre Guansé) : Bellamy Blake
- Christopher Larkin (VF : Adrien Larmande) : Monty Green
- Devon Bostick (VF : Donald Reignoux) : Jasper Jordan
- Isaiah Washington (VF : Jean-Paul Pitolin) : Thelonious Jaha
- Henry Ian Cusick (VF : Bruno Choël) : Marcus Kane
- Eli Goree (VF : Namakan Koné) : Wells Jaha (épisodes 1 à 3)
- Kelly Hu (VF : Ivana Coppola) : Callie « Cece » Cartwig (épisode 1)

### Acteurs récurrents
- Lindsey Morgan (VF : Daniela Labbé-Cabrera) : Raven Reyes
- Ricky Whittle (VF : Jean-Baptiste Anoumon) : Lincoln
- Richard Harmon (VF : Alexis Tomassian) : John Murphy
- Jarod Joseph (VF : Romain Altché) : Nathan Miller
- Kate Vernon (VF : Laura Zichy) : Diana Sydney
- Terry Chen (VF : Yann Guillemot) : le commandant Shumway
- Alessandro Juliani (VF : Sébastien Finck) : Jacapo Sinclair
- Sachin Sahel (VF : Stéphane Fourreau) : Eric Jackson
- Dichen Lachman (VF : Pamela Ravassard) : Anya
- Katie Stuart (VF : Valérie Decobert) : Zoe Monroe

### Invités
- Rhys Ward (en) (VF : Stéphane Pouplard) : Atom (épisodes 2 et 3)
- Izabela Vidovic (VF : Lucille Boudonnat) : Charlotte (épisodes 3 et 4)

## Diffusion
- Cette saison est disponible le lendemain de sa diffusion américaine au Canada sur Netflix[1].
- Au Québec l'avant-première a été diffusée le 29 décembre 2014 à VRAK.TV.
- En France, la série est diffusée sur Syfy depuis le 20 janvier 2015 et sur France 4[2] chaque vendredi soir depuis le vendredi 8 mai.

## Liste des épisodes

### Épisode 1:L'Exil
- États-Unis : 19 mars 2014 sur The CW[3]
- Canada : 20 mars 2014 sur Netflix
- Québec : 29 décembre 2014 sur VRAK.TV
- France et  Suisse : 20 janvier 2015 sur SyFy[4]

- États-Unis : 2,73 millions de téléspectateurs[5] (première diffusion)
- France : 663 000 téléspectateurs[6] (première diffusion gratuite)

Dans un futur lointain, 97 années après une guerre nucléaire qui a dévasté la surface de la Terre, les seuls humains ayant survécu vivent dans la flottille de stations spatiales en orbite appelée l'Arche. 100 mineurs condamnés pour divers crimes ou trahisons sont envoyés sur Terre pour tester les chances de survie. Parmi eux, la fille du médecin-chef de l'Arche et de l'ingénieur en chef, Clarke Griffin, 17 ans. 
Les 100 découvrent une terre luxuriante remplie de merveilles et de dangers. Un petit groupe de cinq, incluant Clarke, Finn, Octavia, Jasper et Monty, fait un trek terrestre à travers la forêt, vers le site du Centre des Opérations d'Urgence Météorologique dans l'ancien état de la Virginie, le Mont Weather, pour de la possible nourriture et d'autres fournitures, tandis que les autres restent sur le site d'atterrissage, célébrant leur nouveau monde. De son côté, Bellamy s'impose comme le chef des 100. Il souhaite retirer tous les bracelets des délinquants qui transmettent les informations médicales à l'Arche. Wells tente de faire face à cette rébellion.

### Épisode 2:Signes de vie
- États-Unis : 26 mars 2014 sur The CW
- Canada : 27 mars 2014 sur Netflix
- Québec : 12 janvier 2015 sur VRAK.TV
- France et  Suisse : 20 janvier 2015 sur SyFy

- États-Unis : 2,27 millions de téléspectateurs[7] (première diffusion)
- France : 663 000 téléspectateurs[6] (première diffusion gratuite)

Après avoir réussi à survivre à ses blessures, le chancelier apprend la supposée mort de son fils. Le conseil de l'Arche commence à débattre du fait que plus de 200 personnes devront être tuées pour que l'Arche puisse survivre encore six mois. Lors d'un vote du conseil, le vote est serré et le chancelier s'abstient. Cette action ne condamnera pas 200, mais 300 personnes à être abattues dans dix jours, à moins qu'Abigail découvre un moyen de contacter la surface. Au milieu de cela, Raven, une mécanicienne zéro-gravité, découvre que 100 personnes ont été envoyés sur la Terre (un secret pour la population de l'Arche), et est recrutée par Abigail afin de réparer une capsule de largage pour transmettre au sol.

### Épisode 3:Une question de courage
- États-Unis : 2 avril 2014 sur The CW
- Canada : 3 avril 2014 sur Netflix
- Québec : 19 janvier 2015 sur VRAK.TV
- France et  Suisse : 27 janvier 2015 sur SyFy

- États-Unis : 1,90 million de téléspectateurs[8] (première diffusion)
- France : 609 000 téléspectateurs[6] (première diffusion gratuite)

Chris Browning (en) (Jake Griffin)
Dans un flashback un an plus tôt sur l'Arche, on voit le père de Clarke découvrir le grave problème du système de survie et tout raconter à Abigail. Clarke, qui a écouté secrètement, en parle à Wells. Son père est arrêté peu de temps après par le chancelier Jaha et est condamné à mort. 
Dans le présent, les graves blessures de Jasper poussent Clarke, Finn, et Wells à se mettre à la recherche d'une plante médicinale. Bellamy et ses "soldats" vont à la chasse et sont suivis par Charlotte, une fille tourmentée de 13 ans. Un brouillard acide et mortel apparaît, forçant Clarke, Finn, et Wells à se réfugier dans une voiture enterrée. Les chasseurs sont pris dans le même brouillard, et Bellamy et Charlotte réussissent à se réfugier dans une grotte. Le camp est également touché, obligeant le reste des 100 à s'enfermer dans le vaisseau. 

### Épisode 4:La Loi de Murphy
- États-Unis : 9 avril 2014 sur The CW
- Canada : 10 avril 2014 sur Netflix
- Québec : 26 janvier 2015 sur VRAK.TV
- France et  Suisse : 27 janvier 2015 sur SyFy

- États-Unis : 1,69 million de téléspectateurs[9] (première diffusion)
- France : 609 000 téléspectateurs[6] (première diffusion gratuite)

Lorsque Clarke enterre son ami d'enfance Wells, Octavia et Jasper découvrent le couteau de Murphy à côté des doigts de Wells. Celui-ci est alors accusé du meurtre et les 100 en colère tentent de le pendre. Poussée par sa culpabilité, Charlotte avoue alors que c'est elle la coupable. Rongé par un désir de vengeance, Murphy pousse la jeune fille au suicide : elle saute de la falaise. Il se fait bannir du camp par Bellamy et Clarke. Après cela, Monty perd la communication des bracelets avec l'Arche. Jasper se sent coupable mais Octavia le rassure. Finn, déçu, part dans le bunker suivit de Clarke.
Dans le bunker, Finn et Clarke se rapprochent. Alors que Finn est pris par la colère, Clarke le raisonne, et finissent par s'embrasser puis coucher ensemble.

### Épisode 5:Une lueur d'espoir
- États-Unis : 16 avril 2014 sur The CW
- Canada : 17 avril 2014 sur Netflix
- Québec : 2 février 2015 sur VRAK.TV
- France et  Suisse : 3 février 2015 sur SyFy

- États-Unis : 1,80 million de téléspectateurs[10] (première diffusion)
- France : 475 000 téléspectateurs[11] (première diffusion gratuite)

Raven a réussi à fuir à bord de la capsule tandis qu'Abby se fait arrêter. Clarke et Finn sont dans les bois quand ils voient la capsule entrer dans l’atmosphère. Bellamy lui est anxieux car il a peur des représailles pour avoir tiré sur le chancelier Jaha et ordonne aux autres d’attendre le lever du soleil pour partir à la recherche de la capsule.
Sur l’arche, Abby est inquiète à cause de la déficience chronique de l’oxygène et des effets que ça pourrait avoir sur les gens.
Bellamy part seul pendant la nuit à la recherche de la capsule, Octavia le suit et il lui avoue avoir tiré sur le chancelier. Il arrive le premier à la capsule et profite de l’inconscience de Raven pour voler la radio et la jeter dans la rivière.
Le chancelier Jaha décide de couper l’oxygène au secteur 17 de l’arche afin que le reste des habitants puissent survivre pendant quelques mois.

### Épisode 6:Responsabilité
- États-Unis : 23 avril 2014 sur The CW
- Canada : 24 avril 2014 sur Netflix
- France et  Suisse : 3 février 2015 sur SyFy
- Québec : 9 février 2015 sur VRAK.TV

- États-Unis : 1,97 million de téléspectateurs[12] (première diffusion)
- France : 606 000 téléspectateurs[11] (première diffusion gratuite)

### Épisode 7:Sous pression
- États-Unis : 30 avril 2014 sur The CW
- Canada : 1er mai 2014 sur Netflix
- France et  Suisse : 10 février 2015 sur SyFy
- Québec : 16 février 2015 sur VRAK.TV

- États-Unis : 1,88 million de téléspectateurs[13] (première diffusion)
- France : 414 000 téléspectateurs[14] (première diffusion gratuite)

Raven a réussi à fabriquer une radio et à contacter l’arche. Ses habitants découvrent donc que les 100 ne sont pas morts comme ils le supposaient et qu’on peut vivre sur terre. De son côté, Clarke essaie de soigner Finn avec l’aide de sa mère. Bellamy a capturé le Natif qui a blessé Finn et le garde prisonnier dans la navette. Après avoir retiré le couteau, Finn a des convulsions et Clarke réalise qu’il a été empoisonné. Bellamy torture en vain le Natif afin qu’il leur donne l’antidote. Octavia le fait céder en se blessant elle-même avec le couteau empoisonné.

### Épisode 8:Une excursion stupéfiante
- États-Unis : 7 mai 2014 sur The CW
- Canada : 8 mai 2014 sur Netflix
- France et  Suisse : 10 février 2015 sur SyFy
- Québec : 23 février 2015 sur VRAK.TV

- États-Unis : 1,64 million de téléspectateurs[15] (première diffusion)
- France : 414 000 téléspectateurs[14] (première diffusion gratuite)

Chtis Browning (Jake Griffin)
L’arche peut à présent communiquer avec les 100. Jaha et Kane décrivent à Clarke un entrepôt souterrain où elle pourrait trouver de la nourriture et de quoi survivre sur terre. Clarke s’y rend avec Bellamy qui, de son côté, avait décidé de s’enfuir. L’agent qui a donné le revolver à Bellamy pour qu’il tire sur Jaha demande à l’un des 100, Dax, de tuer Bellamy pour qu’il ne parle pas. Les 100 ont consommé des noix qui s’avèrent être des hallucinogènes. Octavia profite de la confusion pour faire évader le Natif, qui s’appelle Lincoln et qui parle leur langue. De leur côté, Bellamy et Clarke ont aussi des hallucinations.Après avoir assommé Clarke, Dax essaie de tuer Bellamy, mais c’est ce dernier qui le tue. Clarke et Bellamy ramènent les armes qu’ils ont trouvé dans l’entrepôt et proposent aux 100 de s'entraîner pour se défendre contre les terriens.

### Épisode 9:La Journée de l'unité
- États-Unis : 14 mai 2014 sur The CW
- Canada : 15 mai 2014 sur Netflix
- France et  Suisse : 17 février 2015 sur SyFy
- Québec : 2 mars 2015 sur VRAK.TV

- États-Unis : 1,73 million de téléspectateurs[16] (première diffusion)
- France : 377 000 téléspectateurs (première diffusion gratuite)

C’est le Jour de l’Unité, qui commémore l’union des 12 stations de l’arche pour la survie de ses habitants.
Finn fait comprendre à Clarke qu'il faut essayer d'avoir un accord de paix avec les Natifs plutôt que la guerre, en comparant leur situation à l'histoire du Jour de l'Unité.
Une explosion a lieu pendant la cérémonie tuant plusieurs personnes sur l’arche : c'est un attentat de Diana.
Sur terre, les 100 ignorent tout à propos de l’explosion, qui a coupé la communication. Octavia profite de l’effervescence pour aller rejoindre Lincoln. Finn la suit et convainc Lincoln d’arranger une rencontre avec la leader des terriens, Anya, pour qu’ils fassent la paix. Lincoln propose que la rencontre se fasse avec Clarke. Cependant, Bellamy, Jasper et Raven s’embusquent dans les bois afin d’intervenir si les choses se gâtent. Anya accuse Clarke d’avoir commencé la guerre entre leurs deux camps. Jasper se rend compte qu’il y a des terriens embusqués dans les arbres et ouvre le feu. Pour protéger Octavia, Lincoln se blesse en prenant une flèche venant de son propre camp. Clarke, Finn et Octavia arrivent à fuir avant l’arrivée des autres terriens.

### Épisode 10:Maintenant je suis la mort
- États-Unis : 21 mai 2014 sur The CW
- Canada : 22 mai 2014 sur Netflix
- France et  Suisse : 17 février 2015 sur SyFy
- Québec : 9 mars 2015 sur VRAK.TV

- États-Unis : 1,46 million de téléspectateurs[17] (première diffusion)
- France : 377 000 téléspectateurs (première diffusion gratuite)

### Épisode 11:Le Calme
- États-Unis : 28 mai 2014 sur The CW
- Canada : 29 mai 2014 sur Netflix
- France et  Suisse : 24 février 2015 sur SyFy
- Québec : 16 mars 2015 sur VRAK.TV

- États-Unis : 1,71 million de téléspectateurs[18] (première diffusion)
- France : 530 000 téléspectateurs[19] (première diffusion gratuite)

### Épisode 12:Natifs de la Terre, première partie
- États-Unis : 4 juin 2014 sur The CW
- Canada : 5 juin 2014 sur Netflix
- France et  Suisse : 24 février 2015 sur SyFy
- Québec : 23 mars 2015 sur VRAK.TV

- États-Unis : 1,58 million de téléspectateurs [20] (première diffusion)
- France : 530 000 téléspectateurs[19] (première diffusion gratuite)

Sur l’arche, Jaha annonce aux habitants qu’il ne leur reste plus que 51 heures à vivre avant le manque total d’oxygène et leur conseille de passer les dernières heures avec leur famille.
Clarke est à nouveau capturée par Anya alors qu’elle tentait de s’échapper. Un nouveau terrien se présente, il dit s'appeler Tristan et qu’il a été envoyé pour anéantir les 100. Un signal de feu détourne son attention au moment où il allait tuer Clarke. Anya lui dit qu’il s’agit des faucheurs et qu’ils doivent partir au plus vite. Elle demande à un autre terrien qui venait d’arriver s’il a bien tué Finn, et de les rejoindre après avoir tué Clarke. Le terrien masqué n’est autre que Lincoln, qui a sauvé Finn et est venu chercher Clarke pour la conduire en lieu sûr. Anya découvre la vérité et les poursuit avec Tristan. Dans le camp des 100, Murphy a tué Miles et détient Jasper, qui l’avait surpris, en otage. Bellamy propose un échange : lui contre Jasper, ce que Murphy accepte. Lincoln conduit Clarke et Finn dans une grotte qui est le repaire des faucheurs. Il leur confie une carte les conduisant au bord de la mer, dans un endroit moins hostile. Il détourne l’attention des faucheurs pour que Clarke et Finn puissent s’enfuir. Dans la grotte, Clarke découvre que les faucheurs sont des cannibales. Une fois sortis de la grotte, Finn avoue à Clarke son amour pour elle. Clarke refuse par respect pour Raven.
Sur l’arche, après avoir visionné des vidéos de Clarke et Wells enfants, Jaha décide d’amener l’arche sur terre en utilisant les fusées comme propulseurs.

### Épisode 13:Natifs de la Terre, deuxième partie
- États-Unis : 11 juin 2014 sur The CW
- Canada : 12 juin 2014 sur Netflix
- France et  Suisse : 3 mars 2015 sur SyFy
- Québec : 30 mars 2015 sur VRAK.TV

- États-Unis : 1,68 million de téléspectateurs[21] (première diffusion)
- France : 530 000 téléspectateurs[19] (première diffusion gratuite)

Les 100 suivent le conseil de Lincoln et quittent le camp pour rejoindre l’océan. Arrivés dans la forêt, ils sont attaqués par un éclaireur et rebroussent chemin. Ils établissent un plan de bataille et Clarke propose d’actionner les fusées du vaisseau, ce qui tuera tous les terriens en les brûlants vifs. Afin de soigner Raven qui s’était fait tirer dessus par Murphy quand il retenait Bellamy, Finn part dans la grotte de Lincoln à la recherche d’un anticoagulant. Les terriens ont commencé l’attaque contre le camp des 100, les natifs provoquent leurs tirs pour les faire gaspiller leurs munitions. Octavia est blessée par une flèche après avoir sauvé Bellamy.
Sur l'Arche, Jaha a donné l’ordre pour le lancement automatique des fusées pour leur retour sur Terre. C'est un échec : quelqu'un doit rester derrière pour le lancement manuel. Kane se prépare à le faire quand Jaha le devance.
Sur terre, Finn a une idée et propose à Lincoln d'attirer les faucheurs vers le camp où a lieu l’attaque des terriens pour gagner un peu de temps. Les faucheurs et les terriens s’affrontent, donnant un court répit aux 100. Lincoln emmène Octavia avec lui pour la soigner. Les 100 et les terriens regardent l’arche faire son entrée dans l’atmosphère et Tristan décide qu’il va exterminer les 100 avant l’arrivée des renforts. Les terriens arrivent à passer l’entrée principale, Bellamy se bat contre Tristan, Finn quitte le vaisseau et part l’aider. Clarke est obligée de fermer la porte du vaisseau en laissant Finn et Bellamy dehors. Jasper déclenche l’allumage des fusées ce qui tue tous les terriens.